# Sallurtegui
Sallurtegui es un despoblado que actualmente forma parte de la localidad de Salvatierra, que está situado en el municipio de Salvatierra, en la provincia de Álava, País Vasco (España).

## Toponimia
A lo largo de los siglos ha sido conocido también con los nombres de Sallurteguy, Sallurtertegi, Sallurti, Salurregi, Salurtegui, Salutergui y Saluterguiz.

## Historia
Documentado desde 1025 (Reja de San Millán), se despobló en el siglo XVIII.
Actualmente sus tierras son conocidas con el topónimo de Sallurtegi.